# مری آن اوکانر
مری آن اوکانر (انگلیسی: Mary Anne O'Connor؛ زادهٔ october ۱, ۱۹۵۳ (۷۱ سال)) ورزشکار بسکتبال اهل ایالات متحده آمریکا است.
وی در مسابقات کشوری و بین‌المللی در مجموع برندهٔ ۱ مدال طلا، ۱ مدال نقره شده‌است.